# Priority Records
Priority Records es una casa discográfica estadounidense conocida por incluir artistas tales como N.W.A, Ice-T, Jay-Z, Snoop Dogg, Silkk the Shocker y Westside Connection. También distribuye los sellos discográficos de hip hop Death Row Records, Hoo-Bangin' Records, No Limit Records, Posthuman Records, Rap-A-Lot Records, Rawkus Records, Roc-A-Fella Records, Ruthless Records y Wu-Tang Records.
Según Billboard, "pocos sellos discográficos fueron tan importantes para el ascenso del hip hop de la costa oeste como Priority Records."

## Historia

### 1985-1996: Comienzos
La compañía, ubicada en Los Ángeles (sin lazos o relaciones con un sello anterior de Priority Records que fue subisidiaria de lo que fue en ese entonces CBS Records fue formada en 1985 por tres ejecutivos anteirores de K-tell: Bryan Turner, Mark Cerami y Steve Drath. La financiación iniical fue proporcionada por R-tek, una compañía encabezada por los anteriores miembros de K-tel: Ray y Harold Kives, y su compañía adquirió una participación inicial del 50% en Priority. Priority compró el interés de R-tek en 1987.
Su primer éxito llegó con el acto novedad California Raisins. Para apoyar las operaciones iniciales, Priority Records licenció el repertorio de otros y publicó álbumes compilatorios usando archivos de grabación mientras desarrollaban su propio listado de artistas. Priority logró éxito como un sello independiente al desarrollar una fórmula de mercadotecnia subterránea "callejera" que marcó precedentes y que pasó por alto la radio dominante.[cita requerida] Este enfoque permitió que Priority vendiera millones de álbumes sin entrar en las feroces y competitivas batallas de sellos discográficos por radio.[cita requerida] El equipo de marketing estratégico de Priority fue desarrollado por la vicepresidenta Alyssa Pisano, quien dirigió el Departamento de Marketing y Servicios Creativos de Priority entre 1987 y 1996. El listado de artistas de Priority incluye numerosos artistas certificados oro, platino y multiplatino, incluyendo N.W.A, Ice Cube, MC Ren, Eazy-E, Master P, Snoop Dogg, Silkk the Shocker, Jay-Z, Paris, Mack 10, 504 Boyz, C-Murder, Mia X, Westside Connection, No Limit y Ice-T.

### 1996-2004: Adquisición de EMI
A comienzos de la década de 1990, el sello llegó a un acuerdo de distribución con EMI, mientras continuaban operando independientemente. EMI compró un 50% de Priority en 1996, y el resto en 1998. A pesar de la plena propiedad de EMI, Priority continuó siendo una compañía manejada de manera independiente hasta 2001, cuando sus operaciones fueron fusionadas con la subsidiaria mayor en Estados Unidos, Capitol Records. Priority fue absorbida en Capitol Records en 2004 y cesó sus operaciones.

### 2006-2013: Relanzamiento
A finales de 2006, EMI revivió Priority Records, y se suponía que comenzaría a publicar nuevos lanzamientos nuevamente pero nunca se llevó a cabo excepto por un par de álbumes compilatorios y grandes éxitos. En 2009, Snoop Doog fue nombrado presidente creativo del sello; Priority publicó su décimo álbum de estudio Malice n Wonderland el 8 de diciembre de 2009. En julio de 2013 Priority fue relanzado por medio de una unión entre Capitol Records y Insurgency Music. Ubicado en el Capitol Records Building en Los Ángeles, el nuevo Priority Records se convertiría en un sello centrado en una gama más amplia de géneros musicales, incluyendo música electrónica así como también música urbana.

### 2015-presente: Segundo relanzamiento
En 2015 debido al éxito de la película biográfica de 2015 Straight Outta Compton basado en el artista N.W.A., Priority Records fue relanzado una vez más como distribuidor. Esta vez el enfoque fue en nuevos artistas, incluyendo G Perico, Snoh Aalegra y Jonn Hart. En 2018 Priority Records se alió con TuneGO. Priority Records firmó artistas de TuneGO tales como Three Guests y distribuyó su álbum 3G, publicado en 2018.